# セイナス
株式会社セイナスは、かつて広島市に存在した企業。医薬品、衛生材料、化粧品の卸売事業を中心としていた。現在は東邦ホールディングスの傘下「セイエル」となっている。

## 沿革
- 1946年（昭和21年）：広島市にて創業。
- 1947年（昭和22年）9月8日：杉本薬品に社名変更。
- 1979年（昭和54年）：岡山県の新和薬品から営業譲受。社名を杉本新和に変更。
- 1992年（平成4年）：山口県の末永天正堂から営業譲受。セイナスに社名変更。
- 2000年（平成12年）10月：東邦薬品の完全子会社となり、同社から広島・岡山両県における医薬品等の営業を譲受。
- 2001年（平成13年）2月：大阪市のケーエスケーから岡山県における医療用医薬品等の営業を譲受。
- 2002年（平成4年）6月：東京都中央区の株式会社健翔（コバショウの子会社）に薬粧部門を譲渡。
- 2010年（平成22年）1月：広島県の「株式会社オムエル」と合併し「株式会社セイエル」に社名変更。

## 事業拠点
- 広島県：広島本社、広島営業部、広島西営業所、広島東営業所、広島北営業所、広島病院営業所、呉営業所、福山営業所、三次営業所、尾道営業所
- 岡山県：岡山営業部、岡山営業所、岡山東営業所、岡山病院営業所、倉敷営業所、津山営業所
- 山口県：山口営業部、山口営業所、山口東営業所、萩営業所、宇部営業所、下関営業所、徳山営業所、山口東営業所（岩国市）